# Stroud (circonscription britannique)
Pour les articles homonymes, voir Stroud (homonymie).
Circonscription parlementaire de la Chambre des communes
La circonscription de Stroud  est une circonscription située dans le Gloucestershire et représentée à la Chambre des communes du Parlement britannique.

## Géographie
La circonscription comprend :
- Les villes de Stroud, Nailsworth, Dursley et Painswick
- Les villages de Randwick et Newport

## Députés
Les Members of Parliament (MPs) de la circonscription sont :
La circonscription apparut en 1832 et eut entre autres pour député John Russell (1835-1841) et George Poulett Scrope (1833-1867).
1885-1950
| Législature                               | Années    | Député               | Député                 | Parti                    |
| ----------------------------------------- | --------- | -------------------- | ---------------------- | ------------------------ |
| Stroud                                    |           |                      |                        |                          |
| 23e                                       | 1885–1886 |                      | Henry Brand            | Libéral                  |
| 24e                                       | 1886–1892 |                      | George Holloway        | Conservateur             |
| 25e                                       | 1892–1895 |                      | David Brynmor Jones    | Libéral                  |
| 26e                                       | 1895–1900 |                      | Charles Alfred Cripps  | Conservateur             |
| 27e                                       | 1900–1906 |                      | Charles Peter Allen    | Libéral                  |
| 28e                                       | 1906–1910 |                      | Charles Peter Allen    | Libéral                  |
| 29e                                       | 1910–1910 |                      | Charles Peter Allen    | Libéral                  |
| 30e                                       | 1910–1918 |                      | Charles Peter Allen    | Libéral                  |
| 31e                                       | 1918–1922 | Robert Ashton Lister |                        | Libéral                  |
| 32e                                       | 1922–1923 |                      | Stanley Tubbs          | Conservateur             |
| 33e                                       | 1923–1924 |                      | Frederick Edward Guest | Libéral                  |
| 34e                                       | 1924–1929 |                      | Frank Nelson           | Conservateur             |
| 35e                                       | 1929–1931 |                      | Frank Nelson           | Conservateur             |
| 35e                                       | 1931-1931 | Walter Perkins       |                        | Conservateur             |
| 36e                                       | 1931–1935 | Walter Perkins       |                        | Conservateur             |
| 37e                                       | 1935–1945 | Walter Perkins       |                        | Conservateur             |
| 38e                                       | 1945–1950 |                      | Ben Parkin             | Travailliste Co-operatif |
| 39e                                       | 1950–1951 |                      | Ben Parkin             | Travailliste Co-operatif |
| Redistribution parmi Stroud and Thornbury |           |                      |                        |                          |

Depuis 1955
| Législature                   | Années       | Député        | Député          | Parti                    |
| ----------------------------- | ------------ | ------------- | --------------- | ------------------------ |
| issue de Stroud and Thornbury |              |               |                 |                          |
| 41e                           | 1955–1959    |               | Anthony Kershaw | Conservateur             |
| 42e                           | 1959–1964    |               | Anthony Kershaw | Conservateur             |
| 43e                           | 1964–1966    |               | Anthony Kershaw | Conservateur             |
| 44e                           | 1966–1970    |               | Anthony Kershaw | Conservateur             |
| 45e                           | 1970–1974    |               | Anthony Kershaw | Conservateur             |
| 46e                           | 1974–1974    |               | Anthony Kershaw | Conservateur             |
| 47e                           | 1974–1979    |               | Anthony Kershaw | Conservateur             |
| 48e                           | 1979–1983    |               | Anthony Kershaw | Conservateur             |
| 49e                           | 1983–1987    |               | Anthony Kershaw | Conservateur             |
| 50e                           | 1987–1992    | Roger Knapman |                 | Conservateur             |
| 51e                           | 1992–1997    | Roger Knapman |                 | Conservateur             |
| 52e                           | 1997–2001    |               | David Drew      | Travailliste Co-operatif |
| 53e                           | 2001–2005    |               | David Drew      | Travailliste Co-operatif |
| 54e                           | 2005–2010    |               | David Drew      | Travailliste Co-operatif |
| 55e                           | 2010–2015    |               | Neil Carmichael | Conservateur             |
| 56e                           | 2015–2017    |               | Neil Carmichael | Conservateur             |
| 57e                           | 2017–2019    |               | David Drew (2)  | Travailliste Co-operatif |
| 58e                           | 2019–Présent |               | Siobhan Baillie | Conservateur             |

## Résultats électoraux
Élections générales britanniques de 2019 — Stroud
| Parti politique         | Parti politique         | Nom                     | Voix   | %       | ±%   | Maj.  |
| ----------------------- | ----------------------- | ----------------------- | ------ | ------- | ---- | ----- |
|                         | Conservateur            | Siobhan Baillie         | 31 582 | 47,9 %  | 2    | 3 840 |
|                         | Travailliste            | David Drew (sortant)    | 27 742 | 42,08 % | −4,9 |       |
|                         | Vert                    | Molly Scott Cato        | 4 954  | 7,51 %  | 5,3  |       |
|                         | Brexit                  | Desi Latimer            | 1 085  | 1,65 %  | 1,6  |       |
|                         | Libertarien (en)        | Gleville Gogerly        | 567    | 0,86 %  | 0,9  |       |
| Total des votes valides | Total des votes valides | Total des votes valides | 65 930 | 100 %   |      |       |
| Électeurs inscrits      | Électeurs inscrits      | Électeurs inscrits      | 84 536 |         |      |       |